# ۱۸۵۵۵ کورانت
سیارک ۱۸۵۵۵ (به انگلیسی: 18555 Courant، نامگذاری:1997CN4) هجده هزار و پانصد و پنجاه و پنجمین سیارک کشف شده‌است که در ۴ فوریه ۱۹۹۷ کشف شد.
قدر مطلق سیارک برابر ۱۴٫۸۰ است.